# Türkiye Kupası
La Coppa di Turchia, ufficialmente Türkiye Kupası, è la coppa nazionale di calcio della Turchia. Organizzata dalla Federazione calcistica della Turchia (Türkiye Futbol Federasyonu), si disputa dal 1962. Chiamata dal 1980 al 1993 Coppa della Federazione, dal 2005 è sponsorizzata dal gruppo bancario turco Fortis, prendendo pertanto il nome di  Fortis Türkiye Kupası.

## Formato
Alla coppa prendono parte le 54 squadre militanti nelle prime tre divisioni calcistiche turche nella stagione precedente: le 18 della Süper Lig (la prima divisione), le 18 della TFF 1. Lig (la seconda divisione) e le 18 della TFF 2. Lig (la terza divisione). 
Il primo turno è ad eliminazione diretta: le 36 squadre che nella stagione precedente hanno militato in seconda e in terza divisione si affrontano in gare di sola andata, dalle quali usciranno le qualificate al secondo turno. A queste compagini si aggiungono le 14 squadre che nella stagione precedente della Süper Lig si sono classificate dal 5º al 18º posto. Tali 32 squadre danno vita al secondo turno, anch'esso disputato in gare uniche ad eliminazione diretta. Le 16 vincenti accedono alla terza fase.
È a tal punto che entrano in lizza anche le 4 squadre che nella Süper Lig dell'anno precedente si sono piazzate nei primi 4 posti. Le 20 squadre in gioco vengono suddivise in 4 gironi da 5 squadre ciascuno: ai sorteggi per la composizione dei gironi, le ultime 4 squadre arrivate sono considerate teste di serie e non possono, quindi, giocare nel medesimo raggruppamento. Ciascun girone prevede gare di sola andata: ciascuna squadra deve comunque disputare 2 partite in casa e 2 fuori. Le prime classificate di ciascun girone accedono alle semifinali, che si articoleranno, invece, su due turni, andata e ritorno. La finale si disputa in gara unica e in campo neutro.
La vincitrice della Coppa di Turchia acquisisce il diritto di giocare la Coppa UEFA della stagione successiva. Se, tuttavia, tale squadra ha già ottenuto la qualificazione ad una coppa europea, il suo diritto viene ceduto alla seconda classificata o, se anch'essa si è già qualificata alle coppe europee, alla squadra classificatasi meglio nella Süper Lig che tuttavia non ha, per la posizione raggiunta in campionato, maturato alcun diritto di partecipare ad una manifestazione della UEFA. Ciò è accaduto proprio nell'edizione 2005-2006 della Coppa di Turchia: il Beşiktaş, vincitore del trofeo, era già qualificato alla Coppa UEFA essendo giunto terzo in campionato; al contempo pure il Fenerbahçe, finalista, era già qualificato alla UEFA Champions League, essendo giunto secondo in campionato. Per tale motivo, per occupare l'ulteriore posto UEFA per la Turchia è stato ripescato il Trabzonspor, giunto quarto in campionato, posizione che altrimenti avrebbe costretto il club di Trebisonda a disputare la Coppa Intertoto. A quest'ultimo torneo si è invece qualificato il Kayserispor, dopo aver battuto nello spareggio il Gençlerbirliği (le due squadre si erano piazzate entrambe al quinti posto, con 41 punti).
Dal 2006 la vincitrice della Coppa di Turchia affronta la squadra campione nazionale nella Supercoppa di Turchia.

## Albo d'oro
| Stagione  | Vincitore            | Risultato             | Risultato             | Finalista            |
| Stagione  | Vincitore            | Andata                | Ritorno               | Finalista            |
| --------- | -------------------- | --------------------- | --------------------- | -------------------- |
| 1962-1963 | Galatasaray          | 3-1                   | 1-1                   | Fenerbahçe           |
| 1963-1964 | Galatasaray          | 0-0                   | 0-0                   | Altay                |
| 1964-1965 | Galatasaray          | 0-0                   | 1-0                   | Fenerbahçe           |
| 1965-1966 | Galatasaray          | 1-0                   | 1-0                   | Beşiktaş             |
| 1966-1967 | Altay                | 2-2                   | 2-2                   | Göztepe              |
| 1967-1968 | Fenerbahçe           | 2-0                   | 0-1                   | Altay                |
| 1968-1969 | Göztepe              | 1-0                   | 1-1                   | Galatasaray          |
| 1969-1970 | Göztepe              | 1-2                   | 3-1                   | Eskişehirspor        |
| 1970-1971 | Eskişehirspor        | 0-1                   | 2-0                   | Bursaspor            |
| 1971-1972 | Ankaragücü           | 0-0                   | 3-0                   | Altay                |
| 1972-1973 | Galatasaray          | 3-1                   | 1-1                   | Ankaragücü           |
| 1973-1974 | Fenerbahçe           | 0-1                   | 3-0                   | Bursaspor            |
| 1974-1975 | Beşiktaş             | 1-1                   | 1-0                   | Trabzonspor          |
| 1975-1976 | Galatasaray          | 1-1                   | 1-1 (5-4 dtr)         | Trabzonspor          |
| 1976-1977 | Trabzonspor          | 3-1                   | 1-1                   | Beşiktaş             |
| 1977-1978 | Trabzonspor          | 3-0                   | 0-1                   | Adana Demirspor      |
| 1978-1979 | Fenerbahçe           | 1-2                   | 2-0                   | Altay                |
| 1979-1980 | Altay                | 1-0                   | 1-1                   | Galatasaray          |
| 1980-1981 | Ankaragücü           | 2-1                   | 0-0                   | Boluspor             |
| 1981-1982 | Galatasaray          | 3-0                   | 1-2                   | Ankaragücü           |
| 1982-1983 | Fenerbahçe           | 2-0                   | 2-1                   | Mersin İ. Yurdu      |
| 1983-1984 | Trabzonspor          | 2-0                   | 2-0                   | Beşiktaş             |
| 1984-1985 | Galatasaray          | 2-1                   | 0-0                   | Trabzonspor          |
| 1985-1986 | Bursaspor            | 2-0                   | 2-0                   | Altay                |
| 1986-1987 | Gençlerbirliği       | 5-0                   | 1-2                   | Eskişehirspor        |
| 1987-1988 | Sakaryaspor          | 2-0                   | 1-1                   | Samsunspor           |
| 1988-1989 | Beşiktaş             | 1-0                   | 2-1                   | Fenerbahçe           |
| 1989-1990 | Beşiktaş             | 2-1                   | 2-1                   | Trabzonspor          |
| 1990-1991 | Galatasaray          | 3-1                   | 3-1                   | Ankaragücü           |
| 1991-1992 | Trabzonspor          | 0-2                   | 5-1                   | Bursaspor            |
| 1992-1993 | Galatasaray          | 1-0                   | 2-2                   | Beşiktaş             |
| 1993-1994 | Beşiktaş             | 3-2                   | 0-0                   | Galatasaray          |
| 1994-1995 | Trabzonspor          | 2-2                   | 1-0                   | Galatasaray          |
| 1995-1996 | Galatasaray          | 1-0                   | 1-1                   | Fenerbahçe           |
| 1996-1997 | Kocaelispor          | 1-0                   | 1-1                   | Trabzonspor          |
| 1997-1998 | Beşiktaş             | 1-1                   | 1-1 (4-2 dtr)         | Galatasaray          |
| 1998-1999 | Galatasaray          | 0-0                   | 2-0                   | Beşiktaş             |
| 1999-2000 | Galatasaray          | 5-3 (dts)             | 5-3 (dts)             | Antalyaspor          |
| 2000-2001 | Gençlerbirliği       | 2-2 (dts) (4-1 dtr)   | 2-2 (dts) (4-1 dtr)   | Fenerbahçe           |
| 2001-2002 | Kocaelispor          | 4-0                   | 4-0                   | Beşiktaş             |
| 2002-2003 | Trabzonspor          | 3-1                   | 3-1                   | Gençlerbirliği       |
| 2003-2004 | Trabzonspor          | 4-0                   | 4-0                   | Gençlerbirliği       |
| 2004-2005 | Galatasaray          | 5-1                   | 5-1                   | Fenerbahçe           |
| 2005-2006 | Beşiktaş             | 3-2 (dts)             | 3-2 (dts)             | Fenerbahçe           |
| 2006-2007 | Beşiktaş             | 1-0 (dts)             | 1-0 (dts)             | K. Erciyesspor       |
| 2007-2008 | Kayserispor          | 0-0 (dts) (11-10 dtr) | 0-0 (dts) (11-10 dtr) | Gençlerbirliği       |
| 2008-2009 | Beşiktaş             | 4-2                   | 4-2                   | Fenerbahçe           |
| 2009-2010 | Trabzonspor          | 3-1                   | 3-1                   | Fenerbahçe           |
| 2010-2011 | Beşiktaş             | 2-2 (dts) (4-3 dtr)   | 2-2 (dts) (4-3 dtr)   | İstanbul Başakşehir  |
| 2011-2012 | Fenerbahçe           | 4-0                   | 4-0                   | Bursaspor            |
| 2012-2013 | Fenerbahçe           | 1-0                   | 1-0                   | Trabzonspor          |
| 2013-2014 | Galatasaray          | 1-0                   | 1-0                   | Eskişehirspor        |
| 2014-2015 | Galatasaray          | 3-2                   | 3-2                   | Bursaspor            |
| 2015-2016 | Galatasaray          | 1-0                   | 1-0                   | Fenerbahçe           |
| 2016-2017 | Konyaspor            | 0-0 (dts) (4-1 dtr)   | 0-0 (dts) (4-1 dtr)   | İstanbul Başakşehir  |
| 2017-2018 | Akhisar Belediyespor | 3-2                   | 3-2                   | Fenerbahçe           |
| 2018-2019 | Galatasaray          | 3-1                   | 3-1                   | Akhisar Belediyespor |
| 2019-2020 | Trabzonspor          | 2-0                   | 2-0                   | Alanyaspor           |
| 2020-2021 | Beşiktaş             | 2-0                   | 2-0                   | Antalyaspor          |
| 2021-2022 | Sivasspor            | 3-2 (dts)             | 3-2 (dts)             | Kayserispor          |
| 2022-2023 | Fenerbahçe           | 2-0                   | 2-0                   | İstanbul Başakşehir  |
| 2023-2024 | Beşiktaş             | 3-2                   | 3-2                   | Trabzonspor          |
| 2024-2025 | Galatasaray          | 3-0                   | 3-0                   | Trabzonspor          |

## Vittorie per club
| Squadra              | Vittorie | Anni |
| -------------------- | -------- | --- |
| Galatasaray          | 19       | 1962-1963, 1963-1964, 1964-1965, 1965-1966, 1972-1973, 1975-1976, 1981-1982, 1984-1985, 1990-1991, 1992-1993, 1995-1996, 1998-1999, 1999-2000, 2004-2005, 2013-2014, 2014-2015, 2015-2016, 2018-2019, 2024-2025 |
| Beşiktaş             | 11       | 1974-1975, 1988-1989, 1989-1990, 1993-1994, 1997-1998, 2005-2006, 2006-2007, 2008-2009, 2010-2011, 2020-2021, 2023-2024                                                                                         |
| Trabzonspor          | 9        | 1976-1977, 1977-1978, 1983-1984, 1991-1992, 1994-1995, 2002-2003, 2003-2004, 2009-2010, 2019-2020 |
| Fenerbahçe           | 7        | 1967-1968, 1973-1974, 1978-1979, 1982-1983, 2011-2012, 2012-2013, 2022-2023 |
| Altay                | 2        | 1966-1967, 1979-1980 |
| Gençlerbirliği       | 2        | 1986-1987, 2000-2001 |
| Kocaelispor          | 2        | 1996-1997, 2001-2002 |
| Ankaragücü           | 2        | 1971-1972, 1980-1981 |
| Göztepe              | 2        | 1968-1969, 1969-1970 |
| Sivasspor            | 1        | 2021-2022 |
| Bursaspor            | 1        | 1985-1986 |
| Eskişehirspor        | 1        | 1970-1971 |
| Kayserispor          | 1        | 2007-2008 |
| Konyaspor            | 1        | 2016-2017 |
| Sakaryaspor          | 1        | 1987-1988 |
| Akhisar Belediyespor | 1        | 2017-2018 |